# Isenbruch

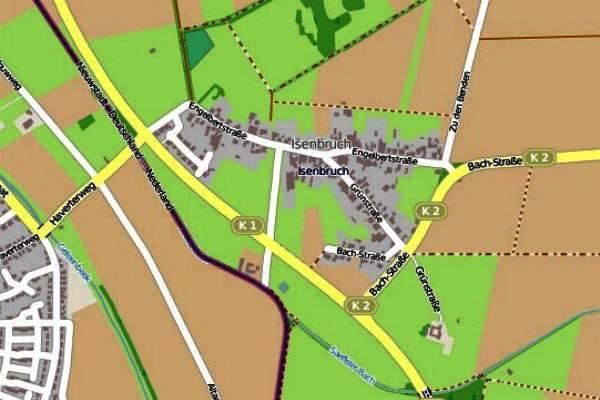
Karte von Isenbruch

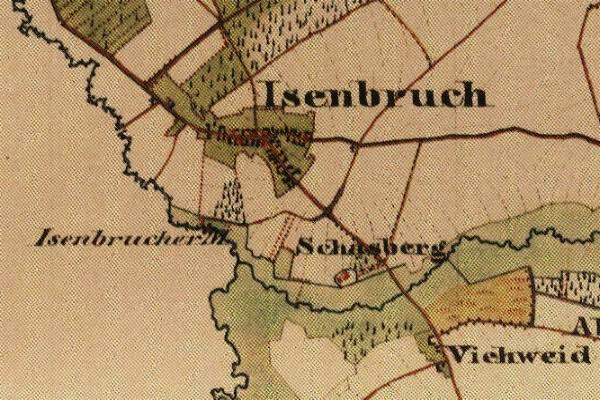
Isenbruch auf der Urkatasterkarte von 1846

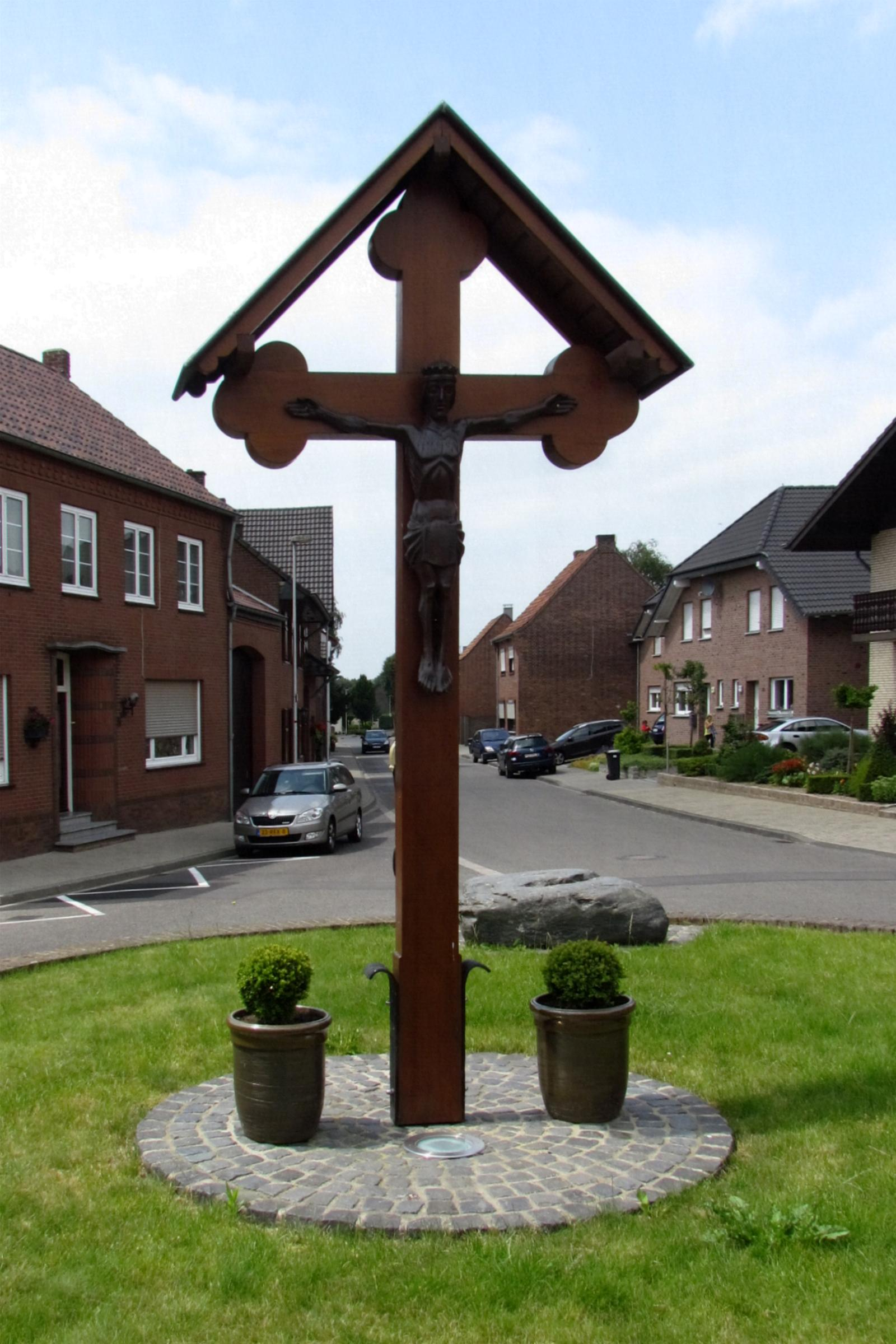
Wegekreuz an der Kirche

Isenbruch (Limburgs Isebrook) ist eine Ortschaft in der Gemarkung Havert, Gemeinde Selfkant im äußersten Westen des Kreises Heinsberg im Bundesland Nordrhein-Westfalen. Isenbruch ist der westlichste Ort Deutschlands.

## Geographie

### Lage
Der Ort, der sich im Selfkant 17 km südwestlich von Heinsberg direkt an der niederländischen Grenze befindet, liegt zwischen den niederländischen Städten Susteren im Norden und Sittard im Süden. Westlich unmittelbar benachbart ist der niederländische Ort Nieuwstadt. Direkt östlich bzw. südlich befinden sich Havert, Millen und Schalbruch, drei weitere Ortsteile von Selfkant.

### Westlichste Festlandsstelle Deutschlands
Etwa 1,4 km nordwestlich von Isenbruch befindet sich die westlichste Landesstelle Deutschlands (weiter westlich reicht allerdings der Entenschnabel mit der Station ENTE3 in der Nordsee): Diese liegt an der Kreisstraße K 1 direkt nördlich von Haus Groevenkamp (51° 3′ 4″ N, 5° 51′ 58,7″ O). Wegen dieser Gegebenheit ist die Gemeinde Selfkant Mitglied im Zipfelbund.

### Gewässer
Isenbruch gehört über den Saeffeler Bach zum Einzugsgebiet des in die Maas mündenden Rodebachs (GEWKZ 281822).

### Nachbarorte
| Echt-Susteren (NL) | Heide (NL)                                  | Schalbruch |
| Nieuwstadt (NL)    | Kompassrose, die auf Nachbargemeinden zeigt | Havert     |
| Limbricht (NL)     | Millen                                      | Tüddern    |

### Siedlungsform
Isenbruch ist ein mehrzeilig bebautes Straßendorf.

## Geschichte

### Ortsname
- 14. Jahrhundert Ysenbruic
- 1512 Ysenbroeck
- 1533 ingen Isenbroich
- 1595 Isenbroich
- 1662 Isenbruch
- 1846 Isenbruch

### Ortsgeschichte

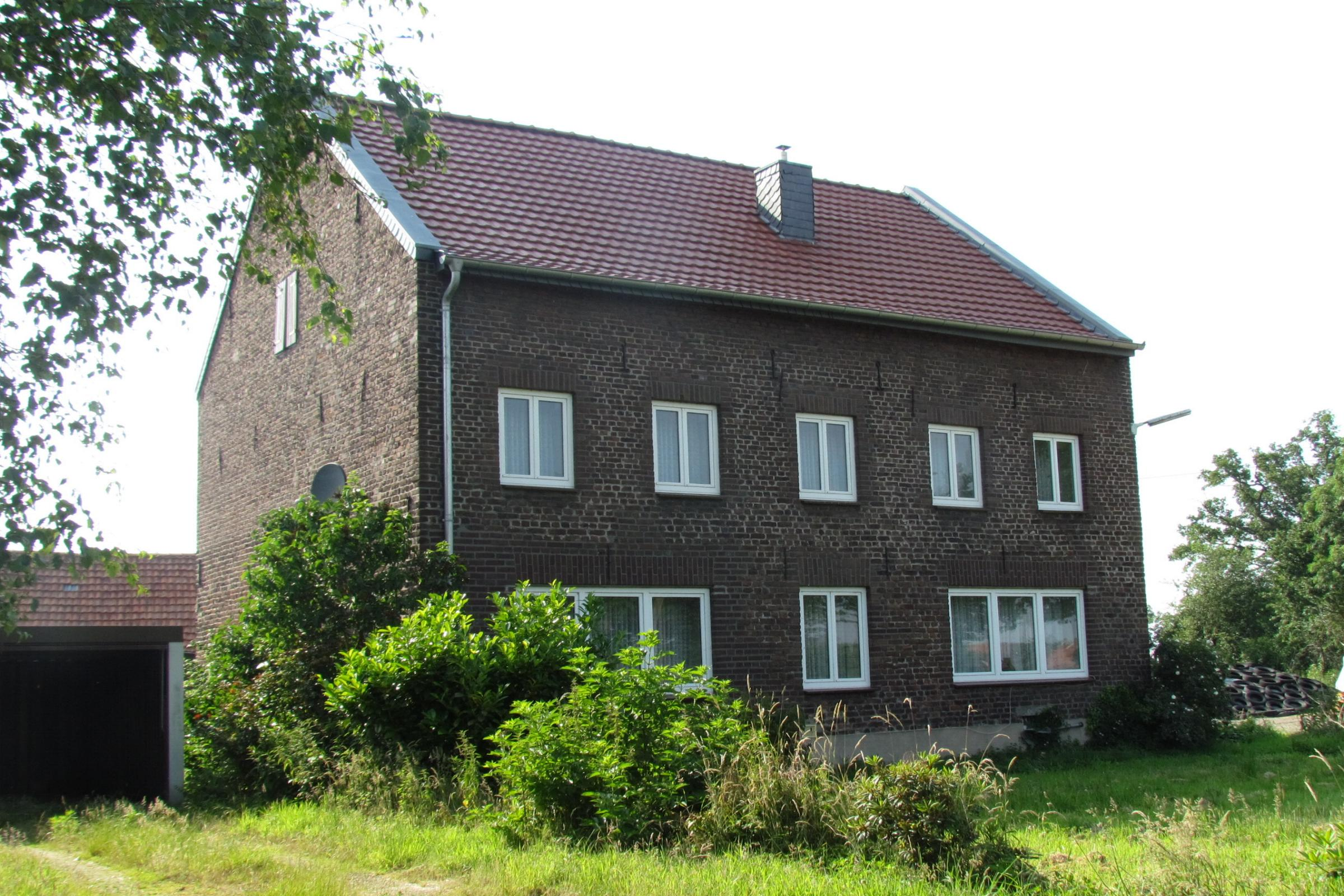
Isenbrucher Mühle

Isenbruch gehörte zum Jülicher Amt Millen. Im 14. Jahrhundert besaß Heinrich von Höngen (Hoynghen) Land bei Isenbruch als Heinsberger Lehen. In der Nähe des Ortes befand sich 1512 eine Mühle im landesherrlichen Besitz. Es dürfte sich um die im ältesten Heinsberger Lehensregister erwähnte Mühle des Gerhard von Schaesberg handeln. Im Ort war das Gericht und das Kirchspiel Havert ansässig. Bereits 1533 bestand eine kleine Kapelle. Isenbruch hatte 1828 insgesamt 320 Einwohner und gehörte zur Gemeinde Havert und zum Amt Selfkant.
Vom 23. April 1949 bis zum 31. Juli 1963 stand der Selfkant und damit auch Isenbruch unter niederländischer Auftragsverwaltung. Am 1. August 1963 erfolgte nach Zahlung von 280 Millionen D-Mark die Rückführung.
Mit dem Gesetz zur Neugliederung von Gemeinden des Selfkantkreises Geilenkirchen-Heinsberg vom 24. Juni 1969 wurden zum 1. Juli 1969 die Gemeinden Havert, Hillensberg, Höngen, Millen, Süsterseel, Tüddern, Wehr (Amt Selfkant) und die Gemeinde Saeffelen (Amt Waldfeucht) zur neuen amtsfreien Gemeinde Selfkant zusammengeschlossen.

### Kirchengeschichte

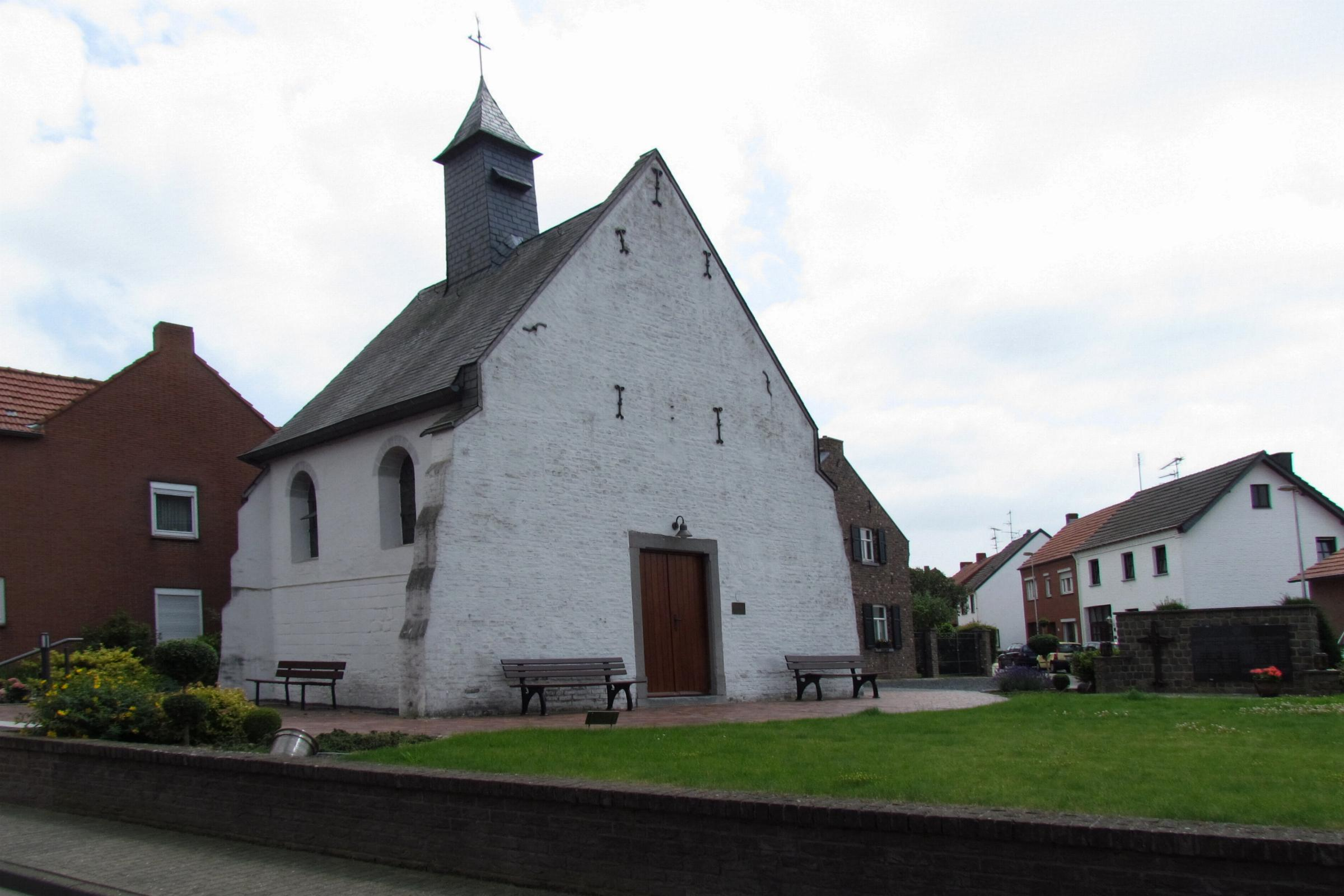
Große Kapelle

Die römisch-katholische Pfarre St. Gertrud Havert war mit Isenbruch, Lind, Schalbruch und Stein eine eigenständige Kirchengemeinde. Das genaue Baujahr der Kapelle Maria Unbefleckte Empfängnis ist nicht genau bekannt. 1521 ist der Altar eingeweiht worden. 1582 bediente sie Peter Perarius. Im 18. Jahrhundert wurde die Kapelle renoviert und umgebaut. Nach der Beseitigung der Kriegsschäden erfolgte 1986 eine grundlegende Restaurierung.
Im Zuge der Pfarrgemeindereformen im Bistum Aachen wurde die ehemals eigenständige katholische Pfarrgemeinde St. Gertrud in die Gemeinschaft der Gemeinden (GdG) St. Servatius Selfkant eingegliedert.

## Politik
Gemäß § 3 (1) der Hauptsatzung der Gemeinde Selfkant ist das Gemeindegebiet in Ortschaften eingeteilt. Isenbruch ist eine Ortschaft und wird nach § 3 (2) von einem Ortsvorsteher in der Gemeindevertretung vertreten. Ortsvorsteher der Ortschaft Isenbruch ist Karl Busch. (Stand 2021)

## Infrastruktur
- Im Juni 2013 lebten in Isenbruch 325 Personen.
- Der Ort hat Anschluss an das Radverkehrsnetz NRW.

## Sehenswürdigkeiten

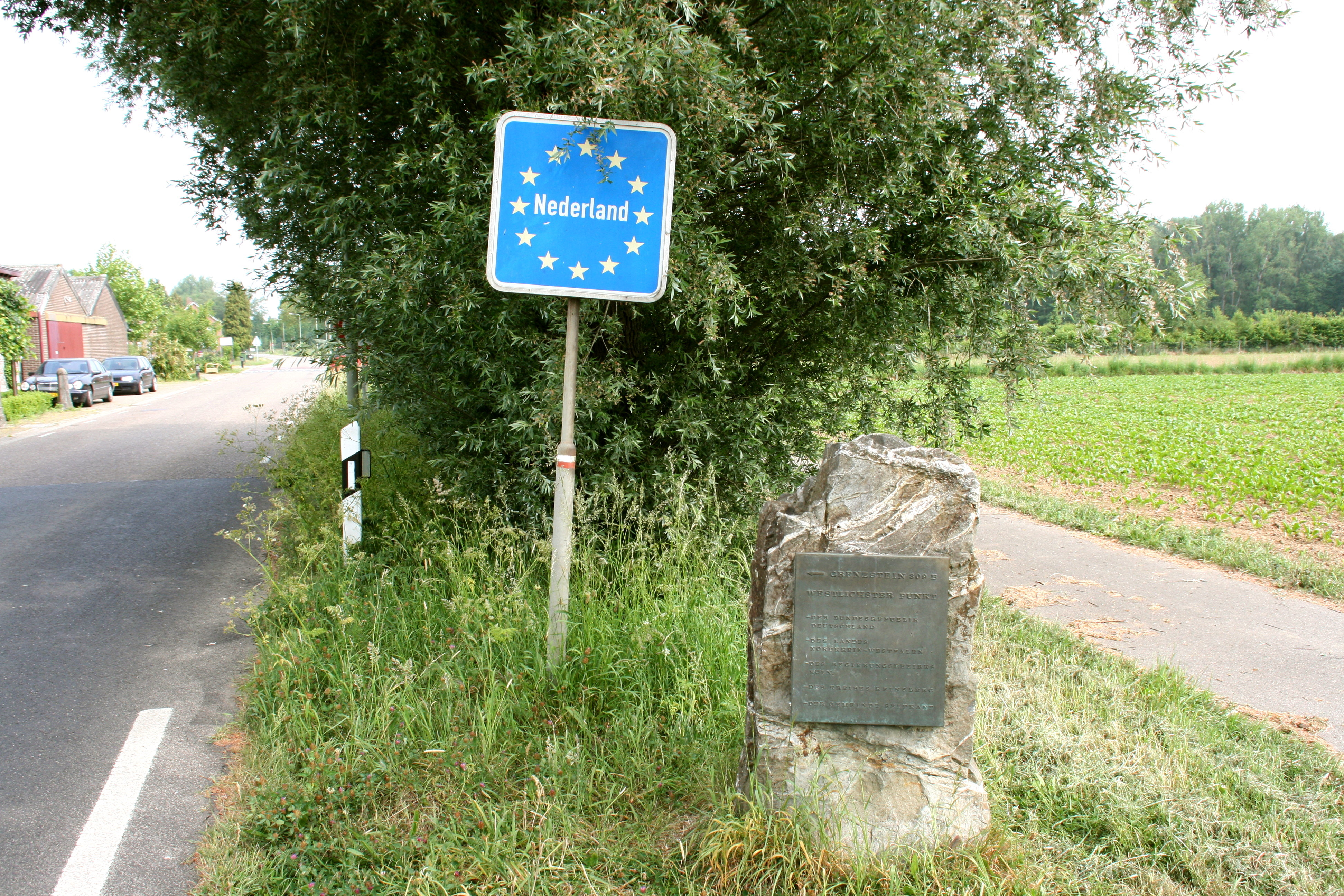
Gedenkstein zur Markierung der westlichsten Landesstelle Deutschlands beim Haus Groevenkamp
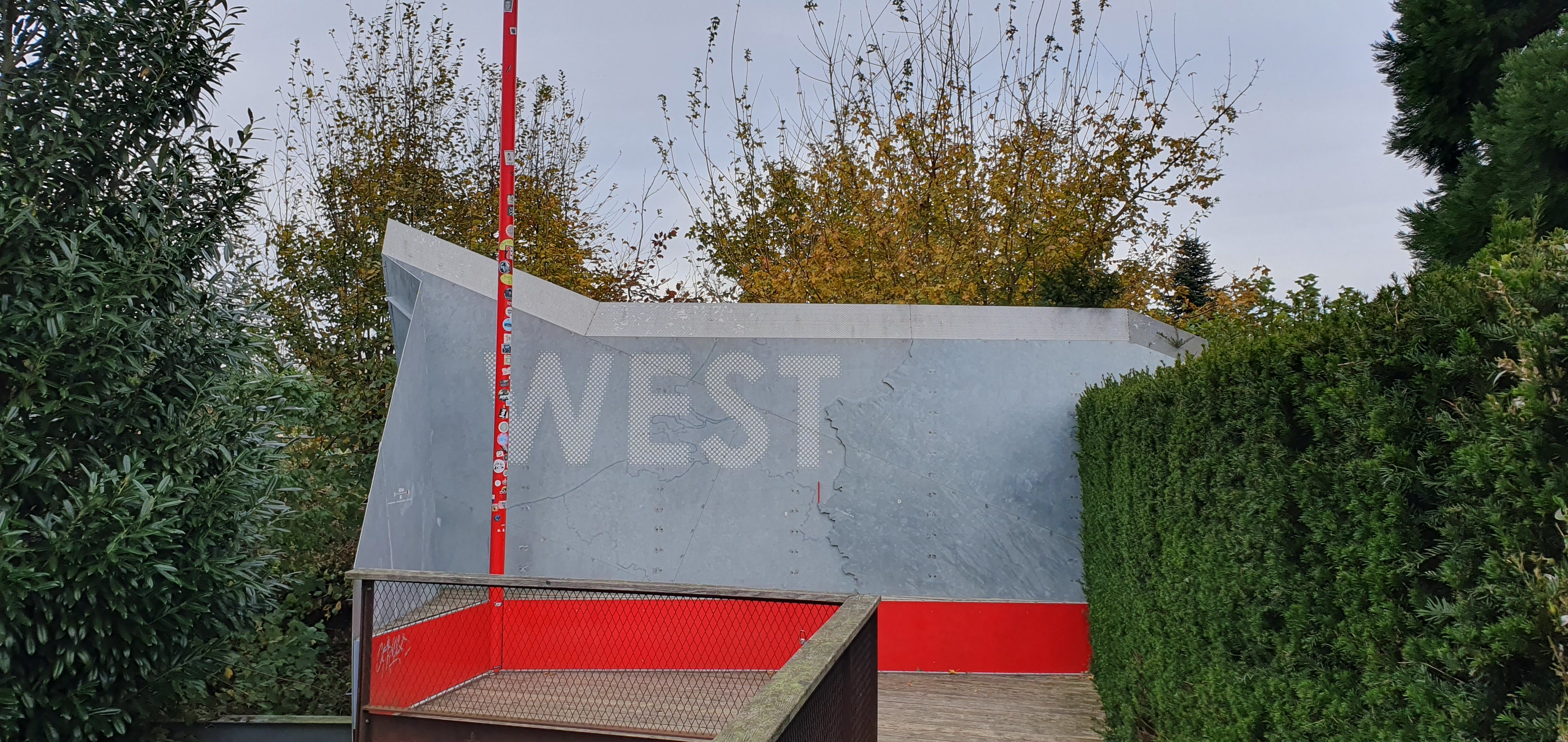
Westlichster Punkt in Deutschland

- Kapelle Maria Unbefleckte Empfängnis an der Engelbertstraße, als Denkmal Nr. 8
- Ehrenmal für die gefallenen und vermissten Soldaten an der Kirche
- Westlichster Punkt in Deutschland
- Gut Schaesberg ist ein historisches Landgut

## Vereine
- Freiwillige Feuerwehr Selfkant, Löscheinheit Havert-Schalbruch
- St. Martini Schützenbruderschaft Isenbruch
- Trommler- und Pfeiferkorps St. Martini Isenbruch

## Verkehr

### Autobahnanbindung
| BAB | Streckenabschnitt        | Anschlussstelle | Entfernung |
| --- | ------------------------ | --------------- | ---------- |
| A46 | Heinsberg – Düsseldorf   | AS Heinsberg    | 15 km      |
| A44 | Aachen – Mönchengladbach | AS Aldenhoven   | 30 km      |
| A4  | Aachen – Köln            | AS Weisweiler   | 40 km      |

### Bahnanbindung
Ab Bahnhof Susteren (ca. 2 km Entfernung)
| Linie | Linienverlauf                                         |
| ----- | ----------------------------------------------------- |
| S 2   | Roermond – Sittard – Maastricht – Maastricht Randwyck |

Ab Bahnhof Geilenkirchen (ca. 15 km Entfernung)
| Linie | Linienbezeichnung | Linienverlauf                                    |
| ----- | ----------------- | ------------------------------------------------ |
| RE 4  | Wupper-Express    | Aachen – Mönchengladbach – Düsseldorf – Dortmund |
| RB 33 | Rhein-Niers-Bahn  | Aachen – Mönchengladbach – Krefeld – Duisburg    |

### Busanbindung
Im öffentlichen Personennahverkehr bedient die WestVerkehr Isenbruch mit den AVV-Buslinien 436, 438 und 475.
Zudem verkehrt der Multi-Bus seit dem 9. Juni 2024 kreisweit erweitert und zu einheitlichen Bedienzeiten.
| Linie | Verlauf |
| ----- | --- |
| 436   | Heinsberg Busbf – Selsten – (Hontem – (Waldfeucht –) Bocket –) Abzw. Nachbarheid – Breberen – Saeffelen – Heilder – Höngen (→ Stein → Havert → Schalbruch → Isenbruch → Millen → Tüddern)                                                                                                   |
| 438   | Saeffelen – Kleinwehrhagen – Großwehrhagen – Höngen – Stein – Havert – Millen-Bruch – Isenbruch – Schalbruch |
| 475   | (Oberbruch – Unterbruch) / Heinsberg Agentur für Arbeit – Heinsberg Busbf – Lieck –Kirchhoven – Vinn – Haaren – Obspringen – Brüggelchen – Waldfeucht – Bocket – Abzw. Nachbarheid – Breberen – Saeffelen – Heilder – Höngen – (Stein – Havert – Schalbruch – Isenbruch – Millen –) Tüddern |

## Landwirtschaft
- Die Landwirtschaft in Isenbruch ist, bedingt durch das Bruchland und die Bachgründe, von Weidewirtschaft geprägt.